# Kanton Saint-Geoire-en-Valdaine
Kanton Saint-Geoire-en-Valdaine (fr. Canton de Saint-Geoire-en-Valdaine) je francouzský kanton v departementu Isère v regionu Rhône-Alpes. Skládá se z 11 obcí.

## Obce kantonu
- La Bâtie-Divisin
- Charancieu
- Massieu
- Merlas
- Montferrat
- Paladru
- Saint-Bueil
- Saint-Geoire-en-Valdaine
- Saint-Sulpice-des-Rivoires
- Velanne
- Voissant